# Ojo de Agua las Palomas
Ojo de Agua las Palomas är en ort i Mexiko.   Den ligger i kommunen Acaxochitlán och delstaten Hidalgo, i den sydöstra delen av landet, 120 km nordost om huvudstaden Mexico City. Ojo de Agua las Palomas ligger 2 544 meter över havet och antalet invånare är 203.
Terrängen runt Ojo de Agua las Palomas är huvudsakligen lite kuperad. Ojo de Agua las Palomas ligger uppe på en höjd. Runt Ojo de Agua las Palomas är det ganska tätbefolkat, med 108 invånare per kvadratkilometer. Närmaste större samhälle är Tulancingo, 17,5 km väster om Ojo de Agua las Palomas. I omgivningarna runt Ojo de Agua las Palomas växer i huvudsak blandskog.